# Stitch !
Stitch! (スティッチ!, Sutitchi!) est une série télévisée d'animation japonaise inspirée des personnages principaux du dessin animé Lilo et Stitch des studios Disney, sorti en 2002 et de la série éponyme par Walt Disney Animation Studios.
En France, elle était diffusée sur Disney Cinemagic et sur Disney XD. La série est disponible en DVD au Japon en plusieurs coffrets.
Le téléfilm Stitch à la Rescousse, diffusé en France en 2012, sert de conclusion à la série.

## Synopsis
Stitch se retrouve sur l'île d'Okinawa sans Lilo. Il y rencontre une jeune fille au nom de Yuna et vont vivre de nombreuses aventures. Stitch devra accomplir 43 bonnes actions pour exaucer un vœu grâce à la pierre spirituelle, mais il ne devra pas en perdre en semant la pagaille.

## Distribution

### Voix japonaises (originales)
- Kōichi Yamadera : Stitch
- Motoko Kumai : Yuna
- Shōzō Iizuka : Jumba
- Yūji Mitsuya : Pikly
- Hisako Kyōda : Grand-mère
- Tomoe Hanba : Taro
- Hiroshi Yanaka : Hamsterviel
- Unshō Ishizuka : Gantu
- Kōji Ochiai : Ruben

### Voix françaises
- Emmanuel Garijo : Stitch et Ruben
- Camille Timmerman : Yuna
- Vincent Grass : Jumba
- Éric Métayer : Pikly
- Françoise Pavy : Grand-mère
- Saïd Amadis : Gantu
- Mark Lesser : Hamsterviel
- Lewis Weill : Taro
- Alexandre Nguyen : Kenny
- Fily Keita : Penny
- Jackie Berger : Ted

## Liste des épisodes

### Saison 1
1. Yuna et Stitch
2. Le compteur des bonnes actions
3. Combat de Yukaîs
4. Bojo
5. Une expérience électrique
6. La fiancée de Stitch
7. Babeechik
8. Les clones de Stitch
9. Cousin Félix
10. Mauvaise influence
11. Les monstres de l'usine
12. Le feu d'artifice
13. Stitch et le père Noël
14. Les nouveaux ingrédients
15. Les feudamas
16. Métamorphose
17. Stitch, star de la télé
18. Le concours de chant
19. La lettre
20. Stitch, assistant de Jumba
21. L'anniversaire surprise
22. Les cavernes Jumelles
23. La vallée des ombres
24. Le Grand Combat (1re partie)
25. Le Grand Combat (2e partie)
26. Poussière d'étoiles

### Saison 2
Les épisodes de la saison 2 n'ont pas été distribués en version française (janvier 2011).